# Mangaledang Lama
Mangaledang Lama is een bestuurslaag in het regentschap Padang Lawas Utara van de provincie Noord-Sumatra, Indonesië. Mangaledang Lama telt 365 inwoners (volkstelling 2010).